# 青山武宪
青山 武宪（日语：あおやまたけのり，1942年11月13日—）日本宪法学者。日本大学法学部教授（宪法）毕业于庆应义塾大学法学部法律学科，后于日本大学大学院博士课程肄业。历任亚细亚大学法学部教授，日本大学法学部教授。担任防卫法学会理事、比较宪法学会理事、防卫设施中央审议委员等职务。
属于日本“鹰派”的宪法学者，尤其在日本国宪法第9条方面有很多研究。

## 著作
- 『新訂宪法』（启正社）
- 『宪法9条相关判例集』（启正社）
- 『易懂行政法』（八千代出版）
- 『思考平成日本』（八千代出版）
- 『法学・宪法讲义』（八千代出版）